# Murillo de Gállego
Murillo de Gállego è un comune spagnolo di 150 abitanti situato nella comunità autonoma dell'Aragona.